# Invizimals: Il regno scomparso
Invizimals: Il regno scomparso (Invizimals: The Lost Kingdom) è un videogioco d'azione per PlayStation 3 sviluppato da Novarama e pubblicato dalla Sony Computer Entertainment il 16 ottobre 2013 in Europa. Il gioco, benché gli eventi siano paralleli a quelli del precedente episodio, Invizimals: L'alleanza, ne è uno spin-off in quanto racconta l'avventura di Hiro nel mondo degli Invizimals, con qualche differenza.

## Trama
All'interno del British Museum, a Londra, in Inghilterra un ragazzo, Hiro Tanaka, scopre un passaggio segreto che conduce ad un tempio Invizimal; arrivato ad una statua prende una pietra azzurra luminescente posta come un dente, ma non appena lo fa scatta una trappola: dal terreno emergono due Icelion e un Dark Icelion; Hiro riesce per un soffio a sfuggire al feroce trio, e si ritrova di nuovo nel museo. Intanto, Kenichi (Keni) Nakamura, lo scopritore degli Invizimals e capo dell'Alleanza, lo contatta per tornare al quartier generale: Hiro infatti è un cacciatore di Invizimals e membro dell'Alleanza. Arrivato al quartier generale Hiro dà la pietra a Keni, che utilizza per far funzionare il nuovo Portale d'Ombra, una porta dimensionale che collega la Terra e il mondo degli Invizimals (ovvero il Regno Scomparso); inoltre, Keni incarica Hiro di essere, come lui, un ambasciatore della Terra, quindi di visitare il mondo degli Invizimals, come aveva fatto lui in passato; a tal proposito Keni dona a Hiro una maglietta per far parte dell'unità Z-1, e così il ragazzo è pronto a partire per il mondo degli Invizimals. Arrivato dall'altra parte del portale dentro un tempio Hiro viene contattato da Kony, una sua amica, anche lei membro dell'Alleanza (che nel corso dell'avventura lo aiuterà con dei consigli), che gli dice che lui era atteso da qualcuno nel tempio: infatti, dopo qualche secondo entra in scena l'Invizimal Ocelotl. Questi dice al ragazzo che sono comparsi nuovi e strani Invizimals che tutti chiamano Invizimals d'acciaio e che stanno portando scompiglio nel loro mondo. Per aiutarlo ad affrontarli Ocelotl dona una parte del suo potere a Hiro: in questo modo anche Hiro potrà usufruire delle capacità dell'Invizimal.
Così Hiro comincia il suo viaggio per fermare gli Invizimals d'acciaio, e mano a mano che avanzerà otterrà anche i poteri di Minotaur, Tigershark, Xiong Mao e Shizoku. Arrivato ad un punto, dove la strada si interrompe verso il vuoto del cielo, Hiro salva dalle grinfie degli Invizimals d'acciaio il Drago del Fuoco; questi, essendogli riconoscente, acconsente di accompagnarlo verso le Isole Fluttuanti, dove è scappata una banda di Invizimals d'acciaio. Arrivati a destinazione il Drago del Fuoco dona ad Hiro una pietra con la quale, nel caso di bisogno aereo, potrà chiamare uno della sua specie, e poi si congeda augurando buona fortuna al suo amico. Attraversando le Isole Fluttuanti Hiro riesce ad utilizzare anche i poteri del Chupacabra, Zaphyra e Neko-Suke. Riesce infine a raggiungere troppo tardi gli Invizimals d'acciaio che stanno scappando con della antica tecnologia Invizimal, ma prima che Hiro possa inseguirli viene fermato da Big Bot, un gigantesco Invizimal d'acciaio. Dopo una lunga lotta (alternando le varie forme Invizimals) Hiro riesce a sconfiggere Big Bot, e scopre anche che gli Invizimals d'acciaio non sono Invizimals ma robot, macchinari fabbricati sulla Terra. Prima che possa schiantarsi al suolo Hiro utilizza la pietra e richiama il Drago della Roccia, che lo porta alla Palude d'Ossa. La palude è completamente inquinata dalle macchine dei robot ed è diventata un loro insediamento.
Raccontando a Keni quello che ha scoperto, entrambi confermano che si trattano degli Xtractors della Xtractor Industries e che probabilmente sono venuti nel mondo degli Invizimals attraverso un Portale d'Ombra. Hiro segue le tracce degli Xtractors e arriva in una raffineria dove incontra Max Black, il capo della Xtractor; questi spiega che grazie ai suoi robot ha modificato la tecnologia degli Invizimals in modo che il suo Portale d'Ombra potesse trasportare l'energia del mondo degli Invizimals sulla Terra per i propri fini, che però metterà in serio rischio l'esistenza stessa del Regno Scomparso, ma a questo Black non interessa. Hiro prova a fermare Black ma gli Xtractors lo immobilizzano e lo portano in una prigione sotterranea. Tra i pericoli delle trappole della prigione Hiro riesce a scappare e a ritornare in superficie, dove riutilizza la pietra e chiama il Drago del Deserto che lo trasporta in un vecchio tempio Invizimal abbandonato, divenuto il quartier generale degli Xtractors.
Purtroppo i robot cominciano un duplice attacco: cercano di fermare Hiro ma sulla Terra stanno attaccando l'Alleanza; per riuscire a fermarli bisogna fermare Max Black. Il Drago del Deserto si offre volontario di distrarre gli Xtractors da Hiro mentre questi raggiunge Black nel suo covo all'interno del tempio, dove si trova il Portale d'Ombra. Raggiuntolo Hiro affronta Black sul suo robot e unendo le forze dei suoi Invizimals riesce a sconfiggerlo e a salvarlo dall'esplosione. Tuttavia il Portale d'Ombra ha quasi finito di caricare tutta l'energia del mondo degli Invizimals, ma Hiro, utilizzando Xiong Mao, disattiva il portale, rilasciando l'energia che distrugge tutti gli Xtractors nel mondo degli Invizimals. Black, vedendo il suo piano andare in fumo, si scaglia contro Hiro che però, all'ultimo momento, si scansa facendolo finire nel Portale d'Ombra rispedendolo sulla Terra. Anche sulla Terra l'Alleanza è riuscita a sconfiggere gli Xtractors e Hiro non vede l'ora di ritornare da loro, pur sapendo che un giorno ritornerà nel Regno Scomparso.
Nel finale Max Black viene punito da un misterioso individuo per aver fallito miseramente la sua missione ad opera di Hiro e dell'Alleanza.

## Modalità di gioco
Nel gioco si potranno usare le abilità degli Invizimals, una volta che li si incontrano o in alcuni casi sconfiggerli in combattimenti QTE, per sconfiggere i nemici in combattimenti in terza persona con attacchi corpo a corpo, potenti e speciali.

## Personaggi
- Hiro Tanaka: è un cacciatore di Invizimals e membro dell'Alleanza, scelto da Keni per avventurarsi nel mondo degli Invizimals. Nel corso dell'avventura combatterà contro i robot Xtractors con i poteri degli Invizimals che troverà.
- Kenichi (Keni) Nakamura: il capo dell'Alleanza e primo umano a entrare in contatto diretto con gli Invizimals, grazie ai quali potrà usare la loro energia a fin di bene.
- Kony: è un membro dell'Alleanza e amica di Hiro. Fornirà al protagonista dei suggerimenti per aiutarlo ad avanzare.
- Bob Dawson: il professor Dawson è ritornato in azione come membro dell'Alleanza e dirà ad Hiro le conoscenze sugli Invizimals
- Max Black: è un uomo che è al comando dell'organizzazione conosciuta come Xtractor Industries. Vedendo cosa può fare l'energia degli Invizimals ha creato un esercito di robot, gli Xtractors, allo scopo di rubarla tutta per i propri profitti. Nella battaglia finale utilizzerà un robot.

## Invizimal

### Principali
Hiro può ottenere nuove trasformazioni solo dopo aver affrontato in battaglia e sconfitto gli invizimals che incontra.
- Ocelotl: è lo spirito degli antichi guerrieri giaguaro del popolo Maya, utilizza i suoi affilati artigli per distruggere i nemici; alcuni hanno praticato anche l'utilizzo di un rampino con il quale aggrapparsi a delle piattaforme. Gli piace molto giocare al gioco della pelota messicana.
- Minotaur: è un Invizimal di aspetto bovino bipede che oltre a colpire i nemici con i suoi pugni di pietra può caricarli con le enormi corna o incenerirli con un respiro infuocato. Ha un carattere molto orgoglioso.
- Tigershark: è l'Invizimal ricercato da tutti i cacciatori, e non a caso: infatti è un combattente che può lottare all'aria aperta, rincorrere il nemico, nuotare.
- Xiong Mao: è il primo guardiano dell'Imperatore Drago, un enorme panda armato con due parabracci affilatissimi. Inoltre, grazie alla sua incredibile forza può spostare oggetti e attivare meccanismi pesanti.
- Shizoku: è un maiale guerriero che segue il codice dei samurai. Grazie alla sua armatura, su cui ci sono lunghe lame, può letteralmente fare a fette i nemici; inoltre è un abile lanciatore di shuriken.
- Chupacabra: è un Invizimal mezzo pipistrello e mezzo drago e, come tutti i vampiri, ha una forte sete di sangue; tuttavia, oltre a questa macabra abilità possono usare le ali per volare (solo dopo molti anni di esperienza) e planare.
- Zaphyra: è un Invizimal femminile simile ad un gatto che utilizza il suo pregiato manto per attrarre gli altri Invizimals per poi finirli con i suoi affilati artigli. Ha anche l'abilità della telecinesi, molto utile per riparare percorsi distrutti.
- Neko-Suke: è un Invizimal gatto ninja che combina la sua agilità con l'efficacia dei suoi tre artigli. La sua arma segreta è il teletrasporto con il quale può colpire simultaneamente i nemici e oltrepassare ostacoli. Ha l'abitudine di urlare velocemente la parola che ritiene importante.

### Facoltativi
A differenza di quelli principali, gli invizimals facoltativi si devono liberare e non devono essere affrontati in battaglia e non si ha nessun dialogo con loro.
- Icelion: è un Invizimal simile ad un leone azzurro che vive in regioni molto fredde come il Polo Nord e solo raramente entra in contatto con gli estranei. È un cacciatore brutale e solitario con una straordinaria forza. Sostituisce Xiong Mao.
- Ha Ha Yena: è un Invizimal della savana che prende sempre in giro gli altri Invizimals e ride in continuazione. Sostituisce Ocelotl.
- Überjackal: è l'Invizimal adorato dagli antichi egizi (infatti è ispirato ad Anubi), dotato di incredibili poteri magici. Sostituisce Chupacabra.
- Metalmutt: è un Invizimal simile ad un cane punk bipede a cui piace cacciarsi nei guai e provocare gli altri Invizimals: infatti gli piace molto fare il caos. Ascoltando la canzone Heavy metal salta e balla, e più la musica è forte più Metalmutt si scatena. Sostituisce Minotaur.
- Kraken: è un Invizimal che unisce una forza brutale a un'intelligenza superiore. Sono molte le leggende che i marinai narrano su di lui. Sostituisce Tigershark, ma, essendo un Invizimal dell'oceano può essere utilizzato solo nell'acqua.
- Shapeshifter: è un gigantesco totem e rappresenta il dio della foresta adorato dai nativi americani. Dotato di poteri immensi può combinare gli attacchi magici ad una forza brutale. Sostituisce Neko-Suke.
- Yeti: è un Invizimal molto schivo dotato di una forza e resistenza impressionanti. Sostituisce Zaphyra.
- Toxitoad: è un Invizimal simile ad un rospo mutato a causa dei rifiuti tossici di una discarica: grazie a questa mutazione ha sviluppato l'abilità di spruzzare acido e rilasciare fumo tossico, oltre ad un pessimo carattere. Sostituisce Shizoku.

### Draghi
In alcuni livelli Hiro può evocare dei draghi per poterli usare nei livelli dove si vola.
- Drago del Fuoco: è un Invizimal dall'aspetto del classico drago ovvero un corpo corazzato con scaglie dure come l'acciaio, due grandi ali che gli permettono di volare e un potente soffio di fuoco per carbonizzare e fare arrosto i nemici.
- Drago della Roccia: è un Invizimal drago che preferisce restare a terra e volare nel sottosuolo - ma non per questo può spingersi anche in zone elevate -. Tutto il suo corpo è coperto da una corazza dura come la roccia, dotandolo di una resistenza impressionante.
- Drago del Deserto: un Invizimal drago con fattezze simili a quelle di un uccello, predilige molto gli ambienti desertici.